# Raw & Alive - The Seeds in Concert at Merlin's Music Box
Raw & Alive - The Seeds in Concert at Merlin's Music Box è un album dei The Seeds, pubblicato dalla GNP Crescendo Records nel 1968.
A dispetto del titolo, che potrebbe far pensare ad un album dal vivo, in realtà i The Seeds incisero il disco in un normale studio di registrazione ricreando poi
con sovraincisioni effetti sonori di un album dal vivo (applausi, urla, fischi eccetera), nel repertorio brani dai loro primi due album, ma nemmeno uno dall'ellepì The Future (nell'ellepì originale).
Fu l'ultimo album del gruppo, che si è sciolto nel 1969.

## Tracce
Lato A
1. Introduction – 0:20
2. Mr. Farmer – 3:50 (Sky Saxon)
3. No Escape – 2:25 (Sky Saxon, Jan Savage)
4. Satisfy You – 2:00 (Sky Saxon, Jan Savage)
5. Night Time Girl – 2:30 (The Seeds)
6. Up in Her Room – 9:45 (Sky Saxon)

Durata totale: 20:50
Lato B
1. The Gypsy Plays His Drums – 4:30 (Sky Saxon, Daryl Hooper)
2. Can't Seem to Make You Mine – 2:30 (Sky Saxon)
3. Mumble and Bumble – 2:25 (Sky Saxon)
4. Forest Outside Your Door – 2:40 (Sky Saxon, Daryl Hooper)
5. 900 Million People Daily All Making Love – 4:50 (The Seeds)
6. Pushin' Too Hard – 2:40 (Sky Saxon)

Durata totale: 19:35
Edizione doppio CD del 2014, pubblicato dalla Big Beat Records (CDWIK 314)
CD 1
1. Introduction by "Humble Harve" Miller/Mr. Farmer – 3:56 (S. Saxon) – Undubbed Version
2. No Escape – 2:25 (S. Saxon, J. Savage) – Undubbed Version
3. Satisfy You – 2:02 (S. Saxon, J. Savage) – Undubbed Version
4. Night Time Girl – 2:32 (The Seeds) – Undubbed Version
5. Up in Her Room – 9:51 (S. Saxon) – Undubbed Version
6. Gypsy Plays His Drums – 4:33 (S. Saxon, D. Hooper) – Undubbed Version
7. Can't Seem to Make You Mine – 2:38 (S. Saxon) – Undubbed Version
8. Mumble and Bumble – 2:25 (S. Saxon) – Undubbed Version
9. Forest Outside Your Door – 2:40 (S. Saxon, D. Hooper) – Undubbed Version
10. Pushin' Too Hard – 2:48 (S. Saxon) – Undubbed Version
11. Introduction by "Humble Harve" Miller/Mr. Farmer – 4:07 (S. Saxon) – Stereo
12. No Escape – 2:29 (S. Saxon, J. Savage) – Stereo
13. Satisfy You – 2:07 (S. Saxon, J. Savage) – Stereo
14. Night Time Girl – 2:31 (The Seeds) – Stereo
15. Up in Her Room – 9:50 (S. Saxon) – Stereo
16. Gypsy Plays His Drums – 4:39 (S. Saxon, D. Hooper) – Stereo
17. Can't Seem to Make You Mine – 2:37 (S. Saxon) – Stereo
18. Mumble and Bumble – 2:30 (S. Saxon) – Stereo
19. Forest Outside Your Door – 2:42 (S. Saxon, D. Hooper) – Stereo
20. 900 Million People Daily All Making Love – 4:54 (The Seeds) – Stereo
21. Pushin' Too Hard – 2:56 (S. Saxon) – Stereo

Durata totale: 77:12
CD 2
1. Introduction by Gene Norman – 2:50 – Live in the Studio, 20 February 1968
2. Mumble and Bumble – 2:21 (S. Saxon) – Live in the Studio, 20 February 1968
3. Gypsy Plays His Drums (New Mix) – 4:44 (S. Saxon, D. Hooper) – Live in the Studio, 20 February 1968
4. Mr. Farmer – 4:01 (S. Saxon) – Live in the Studio, 20 February 1968
5. No Escape – 2:43 (S. Saxon, J. Savage) – Live in the Studio, 20 February 1968
6. Satisfy You – 2:03 (S. Saxon, J. Savage) – Live in the Studio, 20 February 1968
7. Can't Seem to Make You Mine – 2:51 (S. Saxon) – Live in the Studio, 20 February 1968
8. Two Fingers Pointing on You – 3:16 (S. Saxon) – Live in the Studio, 20 February 1968
9. 900 Million People Daily All Making Love – 8:55 (The Seeds) – Live in the Studio, 20 February 1968
10. Forest Outside Your Door – 3:26 (S. Saxon, D. Hooper) – Live in the Studio, 20 February 1968
11. Hubbly Bubbly Love – 2:14 (S. Saxon) – Live in the Studio, 20 February 1968
12. Up in Her Room – 7:34 (S. Saxon) – Live in the Studio, 20 February 1968
13. A Faded Picture – 6:50 (S. Saxon, D. Hooper) – Live in the Studio, 20 February 1968
14. Fallin' – 7:21 (S. Saxon, D. Hooper) – Live in the Studio, 20 February 1968
15. Pushin' Too Hard (New Mix) – 2:44 (S. Saxon) – Live in the Studio, 20 February 1968
16. WDGY Spots – 0:55 – Live in the Studio, 20 February 1968

Durata totale: 64:48

## Musicisti
- Sky Saxon - voce solista, basso
- Jan Savage - chitarra
- Daryl Hooper - organo, pianoforte
- Rick Andridge - batteria

Note aggiuntive
- Marcus Tybalt - produttore
- Chuck Britz - ingegnere del suono
- Joe Sidore - ingegnere del suono